# Parafia św. Ignacego Loyoli w Toowong
Parafia św. Ignacego Loyoli w Toowong – parafia rzymskokatolicka, należąca do archidiecezji Brisbane.
Przy parafii funkcjonuje katolicka szkoła podstawowa św. Ignacego Loyoli.